# 横山町 (横手市)
横山町（よこやまちょう）は、秋田県横手市の町。郵便番号は013-0044。

## 地理
横手地域の中央南部に位置し、東で南町、西で安田・安田原町、北で駅前町・神明町、南で松原町と隣接する。けやき大通りが縦貫し、町の中心部でゆりのき通りが合流する。北上線が町域の北側を掠める。横手保健センターが所在する。

## 歴史
2005年（平成17年）10月1日に横手市が発足、同日より町名の読み方が「よこやままち」から「よこやまちょう」へと変更された。

## 世帯数と人口
2020年（令和2年）10月1日現在の世帯数と人口は以下の通りである。
| 丁目   | 世帯数  | 人口  |
| ------ | ------- | ----- |
| 横山町 | 174世帯 | 438人 |

## 小・中学校の学区
市立小・中学校に通う場合、学区（校区）は以下の通りとなる。
| 番地 | 小学校               | 中学校               |
| ---- | -------------------- | -------------------- |
| 全域 | 横手市立横手南小学校 | 横手市立横手南中学校 |

## 交通

### 鉄道
町内に駅はない。最寄り駅は駅前町にあるJR東日本奥羽本線・北上線の横手駅。

### 道路
- けやき大通り
- ゆりのき通り

## 施設
- 横手保健センター

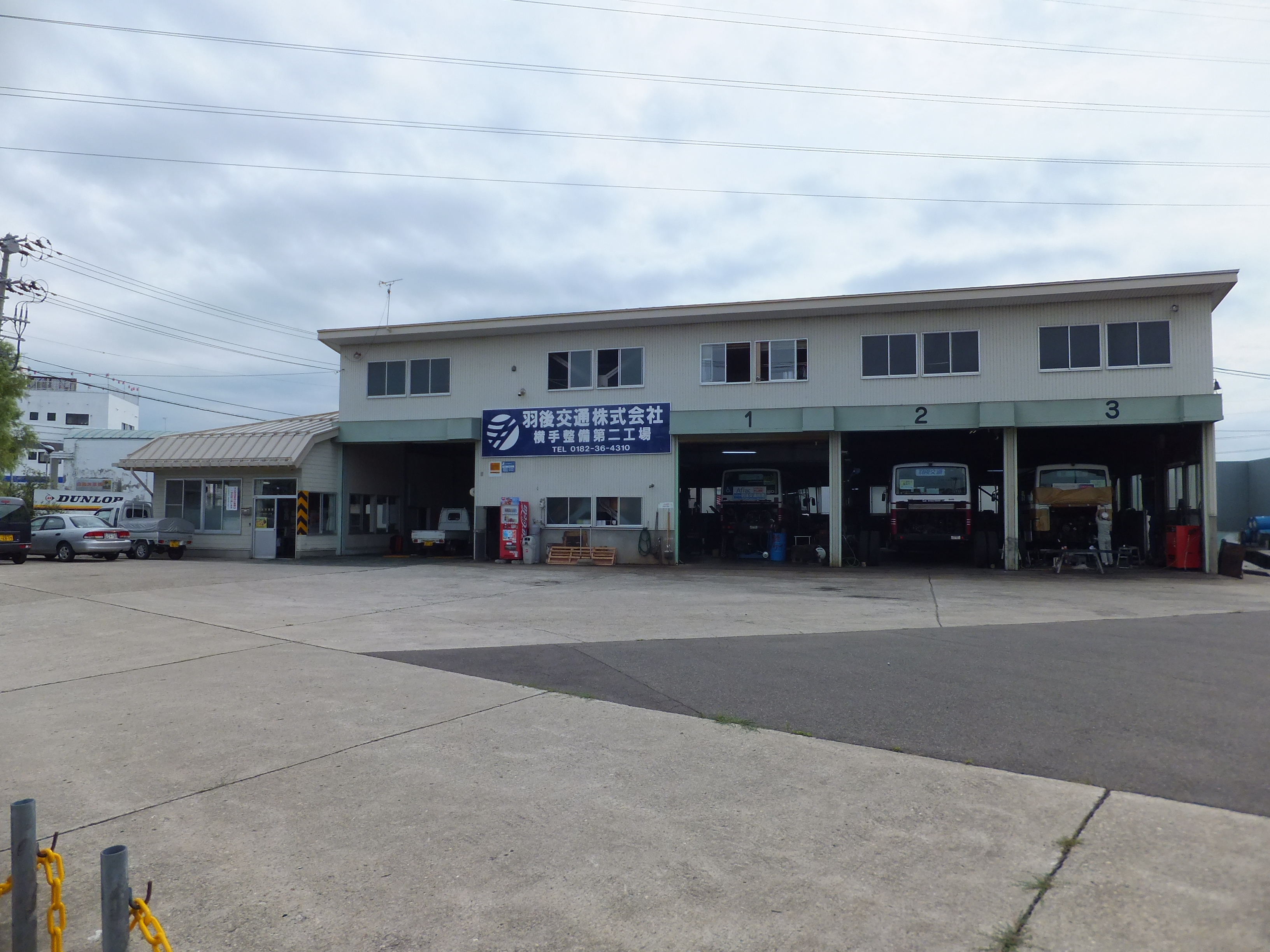
羽後交通 横手整備第二工場

- 羽後交通 横手整備第二工場